# Son dernier coup d'archet (nouvelle)
Pour l’article homonyme, voir Son dernier coup d'archet.
Cet article possède un paronyme, voir Son dernier coup d'éclat.
Son dernier coup d'archet, aussi traduite Son dernier salut (His Last Bow en version originale, à laquelle a parfois été ajouté le complément de titre The War Service of Sherlock Holmes), est l'une des cinquante-six nouvelles d'Arthur Conan Doyle mettant en scène le détective Sherlock Holmes. Elle est parue pour la première fois dans la revue britannique Strand Magazine en septembre 1917, avant d'être regroupée avec d'autres nouvelles dans le recueil  Son dernier coup d’archet (His Last Bow).
La traduction du titre de la nouvelle a fait l'objet d'une controverse : le terme « bow » peut en effet désigner un salut d'adieu, mais peut aussi faire référence à un archet, Holmes étant violoniste. Ainsi, les deux traductions Son dernier coup d'archet et Son dernier salut coexistent.
Cette nouvelle a la particularité d'être narrée à la troisième personne (point de vue narratif externe), ce qui est inhabituel dans le cycle Holmes dans lequel le Docteur Watson est normalement le narrateur des aventures du détective (point de vue narratif interne).

## Résumé
Le 2 août 1914, à l'avant-veille de la déclaration de guerre entre le Royaume-Uni et l'Empire allemand, un espion allemand nommé Von Bork passe la soirée à son domicile dans le sud de l'Angleterre en compagnie d'un ami, le baron Von Herling. Von Bork réside en Angleterre depuis quatre ans, ce qui lui a permis de rassembler de nombreux documents stratégiques au sujet de l'armée britannique pour le compte du Kaiser.
Avant de quitter l'Angleterre pour rejoindre l'Allemagne, l'espion doit recevoir dans la soirée la visite d'un informateur ayant pour mission de lui remettre un document contenant l'ensemble des codes de communication de la marine britannique. Von Herling repart du domicile, laissant Von Bork seul chez lui tandis que Martha, la domestique, vient de se coucher.
L'informateur arrive en voiture et entre chez Von Bork, tandis que le chauffeur attend à la place du conducteur. L'espion allemand est ravi d'apprendre que les précieux documents relatifs à la marine sont tous présents. En ouvrant le paquet qui lui est remis, il découvre cependant un manuel d'apiculture au lieu des documents prévus. Von Bork n'a pas le temps de comprendre la situation, et l'informateur, qui n'est autre que Sherlock Holmes, le neutralise en utilisant une éponge enduite de chloroforme.
Le chauffeur de la voiture se révèle être le Docteur Watson, de même que Martha se révèle être dans le camp de Holmes : c'est elle qui, en éteignant la lumière à sa fenêtre pour faire croire à son coucher, a en fait donné à Holmes et Watson le signal que Von Bork était enfin seul à son domicile et que la voie était libre. Holmes explique qu'il enquêtait sur l'espion allemand depuis deux ans sur demande du Premier Ministre, et qu'il s'est fait passer auprès de Von Bork pour un informateur dans le but d'infiltrer son réseau d'espionnage. Le détective a ainsi fourni de fausses informations, et a pu faire arrêter d'autres agents allemands sans être démasqué. Von Bork est à son tour arrêté malgré de vives protestations.
Holmes sert ainsi l'empire britannique, étant trop âgé pour pouvoir être enrôlé dans l'armée. Le détective avait en effet pris sa retraite en 1897 (annoncée dans La Deuxième Tache) pour se consacrer à l'apiculture, mais le devoir patriotique à l'approche de ces temps troublés était trop important pour ne pas répondre présent dans cette affaire d'espionnage.

## Adaptations
La nouvelle a été adaptée en 1923 dans le court métrage intitulé His Last Bow, réalisé par George Ridgwell avec Eille Norwood dans le rôle de Sherlock Holmes (noir et blanc, muet). 
La nouvelle constitue une source d'inspiration pour le long métrage intitulé Sherlock Holmes and the Voice of Terror (1942), avec Basil Rathbone dans le rôle de Sherlock Holmes et Nigel Bruce dans celui du docteur Watson. Dans ce film, les deux protagonistes sont confrontés à des criminels nazis au cours de la Seconde Guerre mondiale, calquant la confrontation de Sherlock Holmes avec un espion allemand au déclenchement de la Première Guerre mondiale.

## Livre audio en français
- Arthur Conan Doyle, Son dernier coup d'archet [« His Last Bow »], Paris, La Compagnie du Savoir, coll. « Les enquêtes de Sherlock Holmes », 2011 (EAN 3661585198758, BNF 42478506)Narrateur : Cyril Deguillen ; support : 1 disque compact audio ; durée : 44 min environ ; référence éditeur : La Compagnie du Savoir CDS104. Le nom du traducteur n'est pas indiqué.